# Јеромонах Ананије
Ананије Јеромонах (16. век) био је сликар и иконописац.

## Биографија
Са својим оцем монахом Георгијем и братом од стрица Воином, осликао је 1592. припрату манастира св. Тројице код Пљеваља. То је дело типично за опадање средњовековне уметности у турском периоду